# Saques
Els saques o saces  (grec antic: Σάκαι, Sàkai, llatí: Sacae; xinès antic: 塞,*Sək; persa antic:𐎿𐎣𐎠, Sakā; en singular saca o sace) era el nom que donaven els perses a la branca oriental dels escites.
Segons Ptolemeu, limitaven a l'oest amb els sogdians, al nord amb els escites i a l'est amb els sers; eren nòmades, i vivien en coves. Es dividien en els càrates i els còmars (al riu Iaxartes), els comedes (a les muntanyes de Comèdia), massàgetes (a les muntanyes Ascatanques), els escites grineus (veïns dels anteriors), els toornes (al sud dels massàgetes) i els biltes. Formaren part de la satrapia XV juntament amb els caspis, i vivien entre Astarabad i Balkh.

## Història
A la meitat del segle ii aC es van veure atacats per la confederació tribal dels yuezhi, que empesos pels xiongnu es van presentar a la vall de Fergana, i van emigrar envaint la Sogdiana i la Bactriana on se suposa que van eliminar el regne grec de Bactriana.
El 128 aC l'ambaixador Txang Ki'en va visitar als yuezhi. Segons l'historiador Sseu-ma Ti'en ja ocupaven la Sogdiana al nord del riu Wei (Oxus). En aquest any sembla que el regne grec de Bactriana no estava ocupat pels yuezhi, i no és clar que estigués totalment ocupat pels saques. Podria molt bé ser que la major part encara fos en mans dels grecs.
El 126 aC els yuezhi haurien creuat l'Oxus i haurien ocupat la major part de la Bactriana sota domini dels grecs. Els saques sembla que es van dirigir al sud-oest i van ocupar Drangiana (Sistan) i Aracòsia (Kandahar).
Una vegada a la Drangiana i Aracòsia, aquestes terres foren conegudes amb el nom de Sakastan ('país dels saques'), que va originar el nom Sistan. El rei part Mitridates II de Pàrtia (124-87 aC) va poder imposar la seva sobirania a la regió abans del 87 aC, però el 77 aC els saques van poder imposar a un rei del seu grat: Sanatroces de Pàrtia, que quan va tractar de separar-se de la seva tutela fou mort per ells. Gautamiputra Satakarni de l'Imperi Satavahana, a finals del segle I els va fer fora del Dècan.

## Terres
Sakhi era el nom que rebien les terres dominades pels escites a la vora de la mar Càspia. D'aquest nom d'origen assiri derivaria el persa saka. És possible que el nom derivi de la seva ciutat central, anomenada pels hebreus com a Sakkez o Sacaj (nom que potser va originar el de la regió de Sacasene). Els antics geògrafs armenis coneixien una Shake, però no sembla relacionada amb la Sacasene. A la crònica d'Assurbanipal s'esmenta al cap mede Biriz-khadri, aliat a dos prínceps dels sakhi, Sarâti i Parikhia, fill de Gâgu, per atacar les terres del Gran Zab; però el seu territori fou al seu torn atacat pels assiris i foren fets presoners. Aquest Gagu podrida ser Gog, príncep de Rosh, Meshech i Tubal on s'anomena sakhi els escites que suposadament dirigits per Gog van devastar les seves terres.

## Reis
- Amorges I, contemporani del rei de Pèrsia Cir el Gran (559-530 aC)
- Amorges II, contemporani del rei de Pèrsia Darios el Gran (522-486 aC)
- Maues, vers el 80 aC
- Azes, vers el 70 aC